# Kis Oroszlán csillagkép

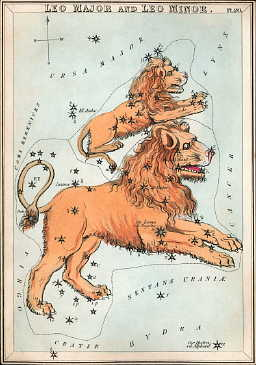
A Kis Oroszlán és a Nagy Oroszlán csillagkép

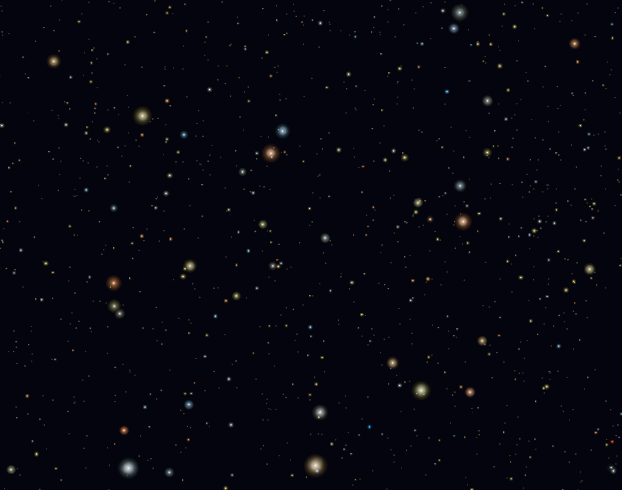
A Kis Oroszlán csillagkép

A Kis Oroszlán (latin: Leo Minor) jellegtelen csillagkép az Oroszlán feje fölött. Legalább 100 mm-es nyílású távcső kell a megfigyeléséhez, ennél kisebb szinte semmilyen élményt nem nyújt.

## Története, mitológia
Johannes Hevelius lengyel csillagász már megemlíti a Prodromus Astronomiae, 1690 című művében.

## Csillagok
- β Leonis Minoris: G8 színképtípusú óriáscsillag, a látszólagos fényessége mintegy 4,2 magnitúdó, az abszolút fényessége pedig körülbelül -0M6.
- R Leonis Minoris: Mira változó, 372 naponként 6,3 és 13,2 magnitúdó között változik a fényessége.
- 20 Leonis Minoris: a Naptól mintegy 50 fényévnyi távolságra lévő kettőscsillag
- 46 Leonis Minoris - Praecipua: mintegy 100 fényévnyire van a Földtől, az abszolút fényessége 1,4M, a látszólagos 3,8m. A csillag nem szerepel a Bayer-féle jelölésben.

## Mélyégobjektumok
A csillagkép nem tartalmaz nevezetes objektumot.

## Fordítás
- Ez a szócikk részben vagy egészben  a    Leo Minor című angol Wikipédia-szócikk fordításán alapul.  Az eredeti cikk szerkesztőit annak laptörténete sorolja fel. Ez a jelzés csupán a megfogalmazás eredetét és a szerzői jogokat jelzi, nem szolgál a cikkben szereplő információk forrásmegjelöléseként.